# Свинг Западного побережья
Свинг Западного побережья (весткост или ВКС) (англ. west coast swing или WCS) — парный танец, наследник танца линди-хоп, развивавшийся на Западном побережье США с 1950-х годов.
Выглядит эластично, благодаря особой технике ведения, основанной на мягком взаимодействии партнеров и танцуется в основном в рамке (ограниченном пространстве танцпола), и музыкально — за счет акцента на обыгрывании музыки и вокала. Относится к линейным танцам, танцуется в линии (слоте).

## Истоки
История свинговых танцев восходит к 1920-м годам и популярности чарльстона, который можно считать предтечей свинга. Свою лепту в развитие танцев в стиле свинг на Западном побережье внес Дин Коллинс, американский танцор и хореограф, появившийся в Лос-Анджелесе примерно в 1937 году. Однако этот стиль не относится непосредственно к современному ВКС.
Артур Мюррей, рассуждая об этом танцевальном направлении в своей книге 1947 года, высказал следующую мысль: «Существуют сотни региональных танцев типа „Джиттербаг“. Каждый штат, похоже, считает своим долгом обрести какую-нибудь собственную вариацию».
Музыкальные стили вестерн-свинг, кантри-буги и джамп-блюз были популярны на Западном побережье США на протяжении 1940—1950-х годов. Около 1954 года они были объединены под именем «рок-н-ролл», но популярность свинговых танцев от этого не уменьшилась. Вслед за рок-н-роллом последовательно появлялись твист, диско и хастл. И лишь в 1980-х годах сформировалось отдельное направление, которое получило название «вест-кост-свинг».

## Название
В 1951 году танцевальный инструктор Лорэ Хэйл описывая для нужд танцевальной студии Артура Мюррэя стиль свинга, популярного в районе Лос-Анджелеса, назвала его «западный свинг» (англ. western swing). Но, так как сам Артур Мюррей уже использовал это название с конце 1930-х годов для другого танца, то в 1950-х годах использовали альтернативное название — «утончённый свинг» (англ. sophisticated swing).
Несмотря на то, что современное название танца — «свинг Западного побережья» — упоминалось в руководстве для преподавателей танцевальной студии Артура Мюррея еще в 1950-х годах, использовалось в качестве синонима вестерн-свинга в книге по танцам в 1961 году, и появилось на рекламных плакатах Скиппи Блэр в 1962 году, инструкторы в своих записях и расписаниях продолжали использовать термин «вестерн-свинг» вплоть до конца 1960-х. При этом название «вестерн-свинг» использовалось сетевыми и независимыми танцевальными школами вплоть до 1978 года.
Приблизительно в то же время появилось и другое название этого танца — «калифорнийский свинг» (англ. california swing). В отличие от своего западного собрата, калифорнийский свинг имел несколько другой стиль с акцентом «больше наверх», и считался более современным.
Однако следует избегать путаницы в терминах: не весь свинг, танцевавшийся на Западном побережье, имеет отношение к танцу вест-кост-свинг.

## Техника и элементы танца
Вестерн-свинг стал основным танцем в сцене репетиции в фильме «Hot Rod Gang» 1958 года выпуска. Там он исполнялся под композицию Джина Винсента «Dance to the Bop». В этой песне чередуются медленные проигрыши и зажигательные отрывки с быстрым ритмом, так характерные для рок-н-ролла. Хореограф этой сцены Дик ДиАвгустин (Dick DiAugustine) включил в танец многие характерные впоследствии для ВКС. Например, чикен-уок (англ. chicken walk), в дословном переводе «куриная походка», свинг-аут (англ. swing out) выход из закрытой позиции, и смешал их с характерными степ-степ-трипл степ-трипл-степ (англ. walk walk triple step triple step) партнерши в конце «слота». В той вариации каждый последний трипл степ в связке партнерши заканчивали, перенося вес на левое бедро и поставив правую ногу на пятку (носком вверх). Таким образом танцоры исполняют классические для линди-хопа фигуры, и самостоятельные «непарные» связки, не характерные для свинга.
ВКС, в том виде, в каком его преподавал Артур Мюррей, танцевался с простыми шагами на 5 и 6, которые шли по инерции за трипл-степом на 3-и-4. С 1958 года, инструктора входившие в «Ассоциацию преподавателей танцев Золотого штата» (англ. The Golden State Dance Teachers Association, англ. GSDTA) начали учить студентов исполнять простые шаги на 1 и 2 и анкер-степ вместо простых шагов на 5 и 6. К 1978 году GSDTA уже насчитывала более 200 связок и их вариаций в ВКС.

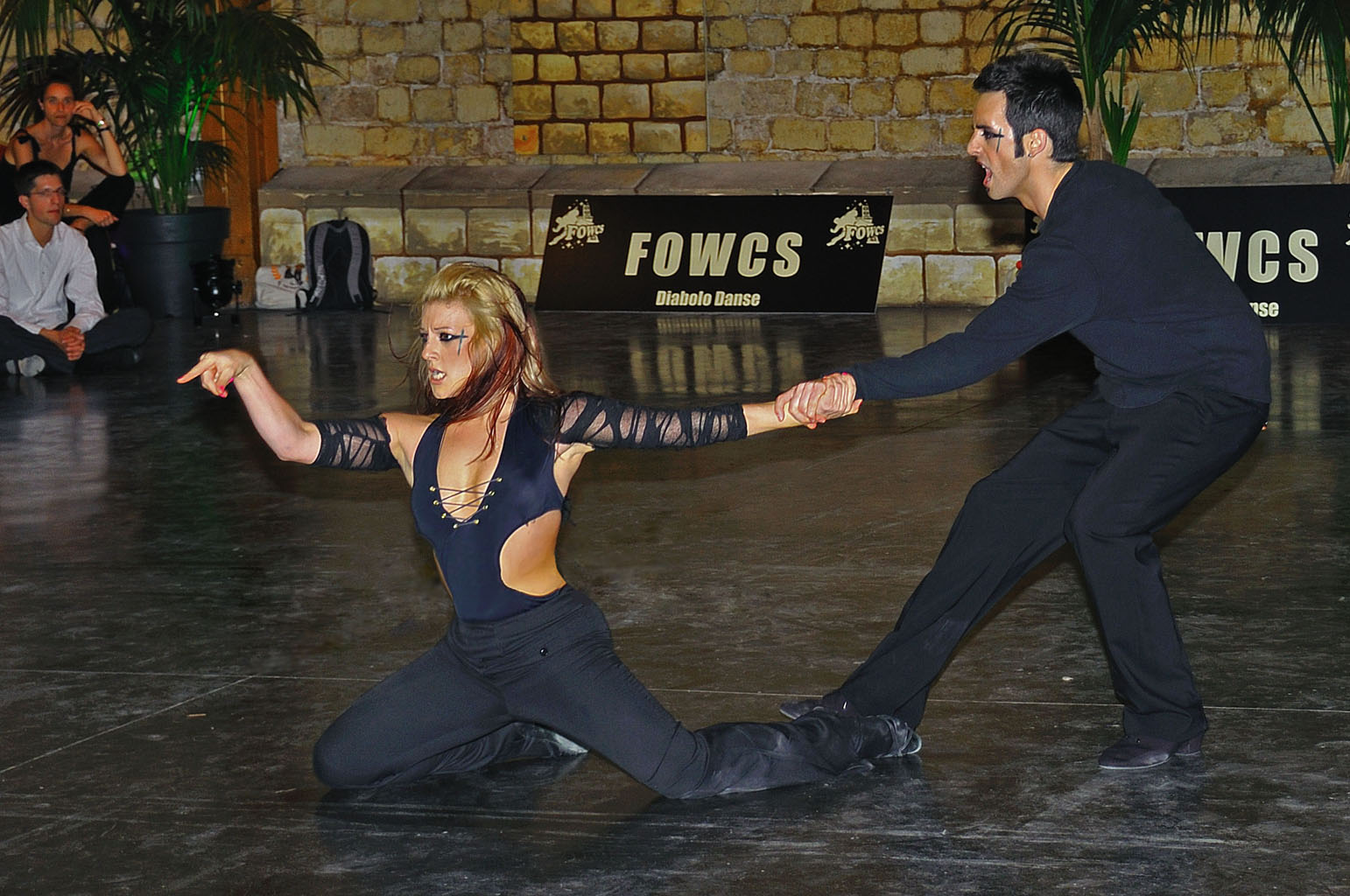
Выступление Джордана Фрисби и Татьяны Моллман на открытом чемпионате Франции. 2010 год

Для ВКС характерна техника «растяжения-сжатия», основанная на контакте партнеров. Танцуется он в основном по линии, и относится к категории «slotted dance».
Техника ВКС допускает импровизацию в шагах обоих партнеров во время танца. Как правило, партнерша начинает каждую новую базовую связку с шагов вперед на счета 1 и 2. Типичное окончание большинства базовых фигур в весткосте — анкер-степ (англ. anchor step).
На самом медленном темпе в танце характерен очень эластичный контакт партнеров с очень плавными движениями при шаге у партнерши и с уравновешиванием партнеров с легким отклонением назад в крайних точках слота в открытой позиции. При более высоком темпе музыки партнеры танцуют в более вертикальном положении, не отклоняясь назад, а ведение больше не подразумевает сильного растягивания, приобретая характер «тяни-толкай» как по виду, так и по ощущениям.
Кроме того, в зависимости от музыки выделяют два основных стиля танцевания ВКС: «Classic West Coast Swing» с акцентом вниз (pulsing down) и «Funky» или «Contemporary West Coast Swing» с акцентом наверх (pulsing up). В обоих стилях базовые шаги идентичны.
В 1988 году ВКС был торжественно провозглашен официальным танцем штата Калифорния.

## Характер танца

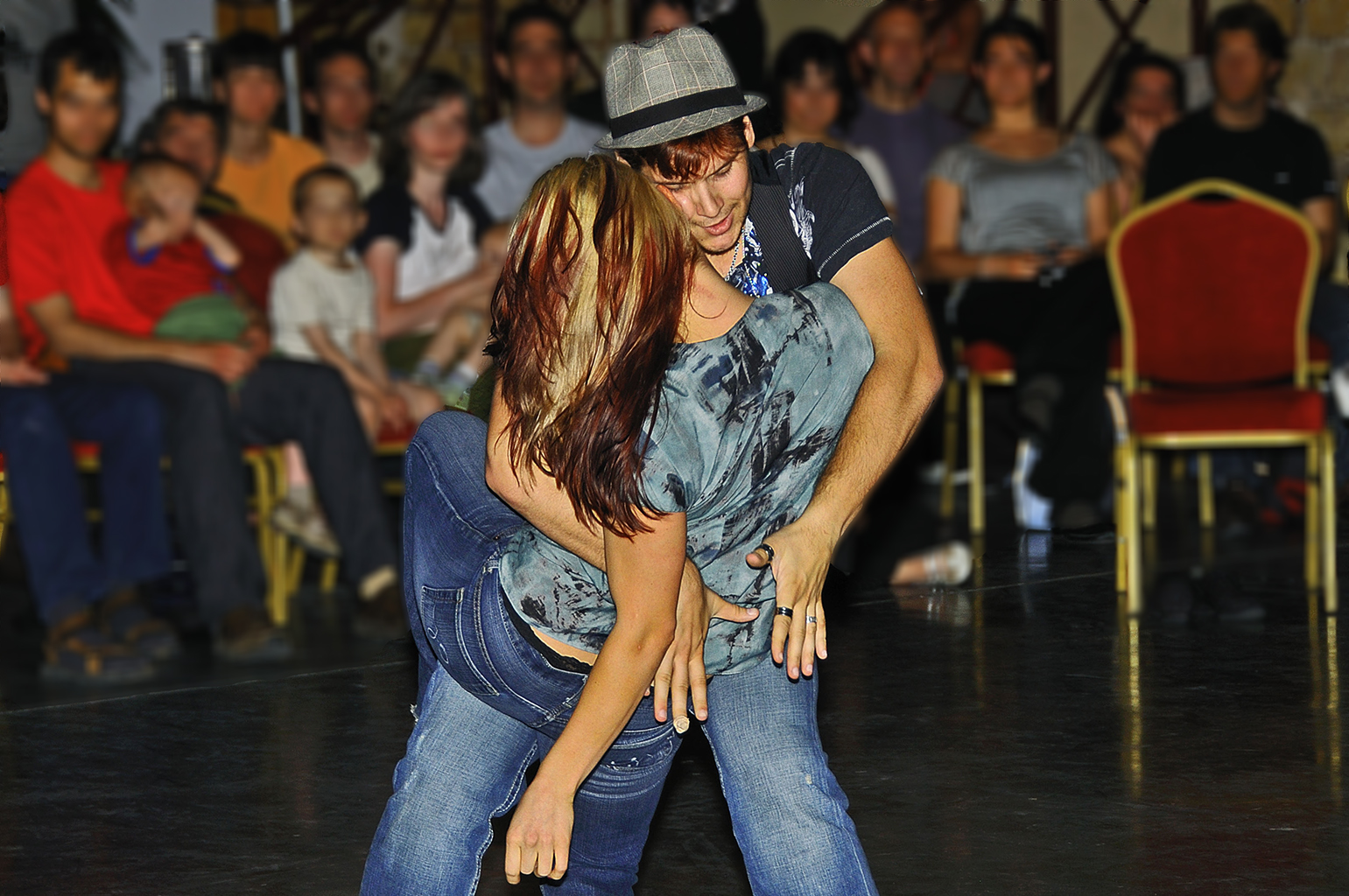
Джек-н-джилл на соревнованиях по ВКС во Франции. 2010

ВКС — социальный танец, предназначенный, в первую очередь, для общения и совместного времяпровождения. Так же, как и в других парных танцах, проводятся конкурсы. Одними из крупнейших конкурсов являются «Свинг-Диего» (англ. Swing Diego) в первых числах мая и «Ю-Эс опен» (англ. The United States Swing Dance Championship или US Open) в ноябре.

## Развитие танца в России
В Москве первые регулярные группы по ВКС были организованы Евгением Даниловым в сентябре 2007 года, который нашёл единственного на тот момент в России преподавателя — Екатерину Авласевич из Санкт-Петербурга, и организовал её приезды в Москву практически каждые выходные.
Именно тогда сложилось первое поколение московских преподавателей и танцоров ВКС. Данный танец продолжает набирать популярность. Проводятся дискотеки и вечеринки, мастер-классы, конкурсы и соревнования, танцевальные выезды. Московские преподаватели активно ездят по регионам с мастер-классами. Представители региональных танцевальных клубов часто посещают столицу с целью обмена опытом. Таким образом, весткост завоёвывает всё больше поклонников по всей России.